# Amphoritheca jamesonii
Amphoritheca jamesonii là một loài Rêu trong họ Funariaceae. Loài này được (Taylor) Hampe mô tả khoa học đầu tiên năm 1865.